# 슬래커

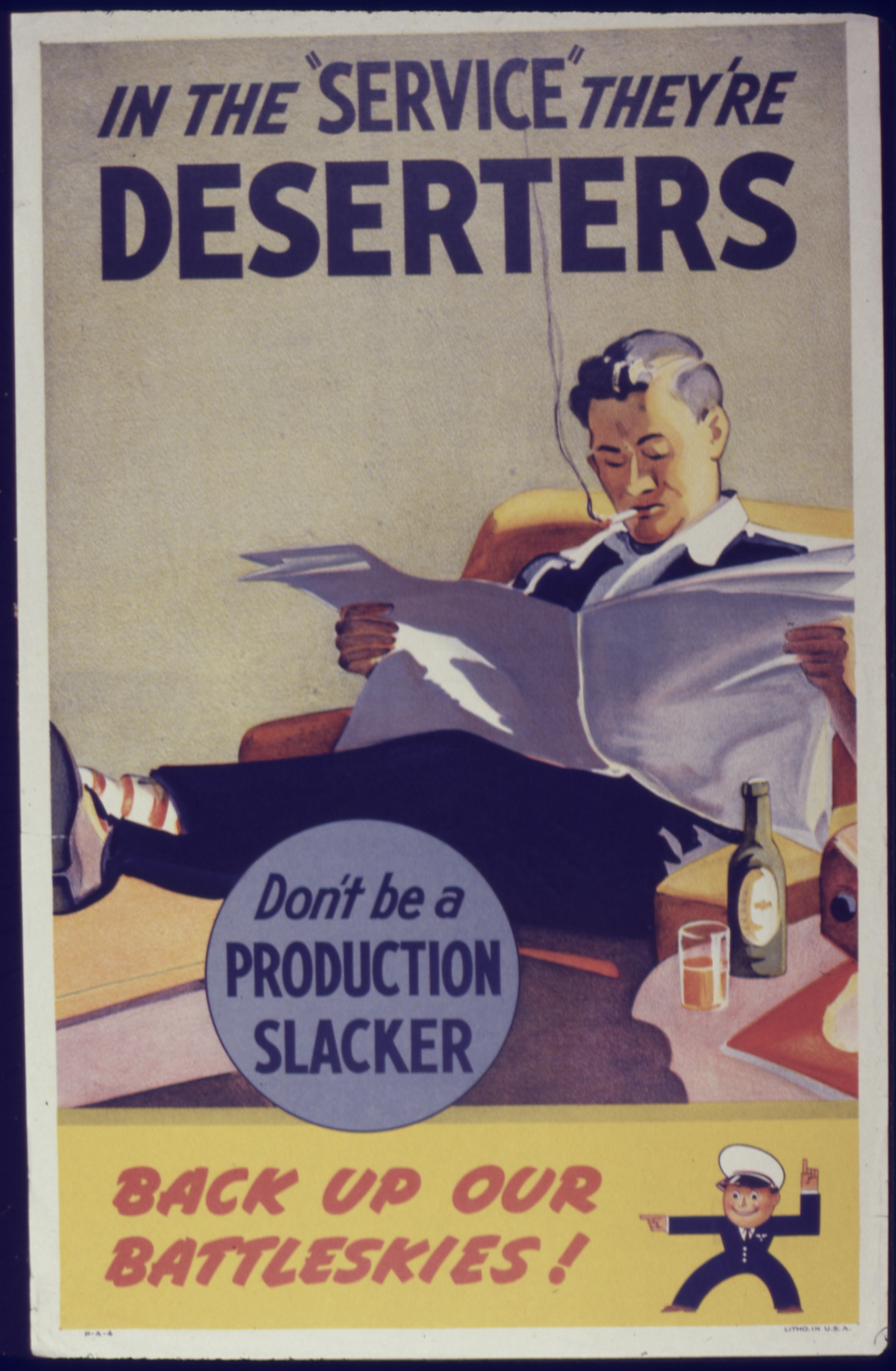
일터에서 슬래킹(slacking)에 대해 주의를 주는 1942년 미국 포스터

슬래커(slacker)는 습관적으로 노동 거부를 하거나 직업정신이 결여된 사람을 말한다.
여러 출처에 따르면 이 용어는 약 1790년, 1898년으로 거슬러 올라간다.
제1차 세계 대전 중 미국에서 슬래커(slacker)라는 용어는 전쟁일에 참여하지 않는 사람, 특히 군복무를 기피한 사람(병역 기피자)을 가리키는 말이었다. 이 용어는 미국에서 제2차 세계 대전 중에도 사용되었다.

## 같이 보기
- 골드브리킹
- 히키코모리
- 니트족
- 지연행동
- 슬랙티비즘
- 나태
- 탕핑족